# Mein kleiner grüner Kaktus
Mein kleiner grüner Kaktus ist ein Schlager mit einer von Bert Reisfeld und Rolf Marbot komponierten Melodie sowie einem deutschen Text, der ebenfalls von Reisfeld stammt. Das Lied wurde 1934 von den Comedian Harmonists aufgenommen.

## Geschichte
Die 1933 nach Paris emigrierten Komponisten Bert Reisfeld und Rolf Marbot komponierten 1934 die Melodie für den französischen Schlager J‘aime une Tyrolienne („Ich liebe eine Tirolerin“), Louis Poterat verfasste hierzu den Text. Reisfeld schrieb unter dem Pseudonym Hans Herda einen deutschen Text (Mein kleiner grüner Kaktus) auf die Melodie des französischen Liedes, was wenig später von den Comedian Harmonists aufgenommen wurde. Das Arrangement des Liedes für die Gruppe stammte von deren Mitglied Harry Frommermann. Die Aufnahme erfolgte zusammen mit dem Stück Lebe wohl, gute Reise am 15. November 1934, bereits in der Endphase des Ensembles, das zwischenzeitlich in Deutschland mit einem Auftrittsverbot belegt war. Bei der Veröffentlichung der deutschen Version wurde und wird teilweise für Rolf Marbot dessen Geburtsname, Albrecht Marcuse, genannt, auch wurden als Autoren des Liedes häufig die Alias „Herda/Dorian“ (letzteres ebenfalls für Marbot) angegeben.
Im Dezember 1934 erschien die Aufnahme, die heute zu den prominentesten Liedern der Comedian Harmonists zählt. Allerdings wurde sie nicht häufiger als andere Schlager der Zeit verkauft und ab 1938 war die entsprechende Platte in Deutschland nicht mehr zu erwerben.

## Inhalt und Interpretation
Im Liedtext präferiert das Lyrische Ich einen Kaktus gegenüber anderen Blumen und betont dessen Vorzüge. Es wird auf die Ähnlichkeit von Frauen mit Blumen hingewiesen, wovon das lyrische Ich allerdings Abstand nimmt. Gegen Ende des Lieds stürzt der Kaktus vom Balkon auf den Nachbarn, „Herrn Krause“, herunter, der infolgedessen dem lyrischen Ich empfiehlt, den Kaktus andernorts, und nicht mehr auf dem Balkon, aufzubewahren.
Für den Literaturwissenschaftler Hans-Peter Ecker handelt es sich bei dem Stück um keinen „dadaistischen Nonsens-Schlager im Stil der ‚goldenen' 1920er Jahre“, vielmehr wird der Typus der „Neuen Frau“ beziehungsweise das Thema einer „Neubestimmung der Weiblichkeit“ behandelt. Der Kaktus wird hier im Gegensatz zu „Rosen, Tulpen und Narzissen“ als ein neues Symbol für diese Weiblichkeit eingeführt, demnach handelt es sich bei dem lyrischen Ich um eine Frau. Sie lebt selbstbestimmt in einer eigenen Wohnung und interessiert sich nicht für bestehende Konventionen („Das will ich alles gar nicht wissen“). Gegenüber anderen Männern kann sie sich zur Wehr setzen („Und wenn ein Bösewicht was ungezog’nes spricht, dann hol’ ich meinen Kaktus und der sticht“). Die Schlussfolgerung von Lieblingsblumen auf den Charakter einer Frau will sie nicht auf sich selbst anwenden – bei einem Kaktus wäre dies alles andere als schmeichelhaft („was soll’n die Leut’ sonst von mir sagen“). Allerdings wird gemäß Dirk von Petersdorff durch den Kaktus das Entziehen von bestehenden Schönheitsidealen verdeutlicht, denn Kakteen gelten im Vergleich zu anderen Blumen als „nicht schön“. Mit der Aussage des Nachbarn am Ende ist dessen Forderung verbunden, dass die Frau gegenüber ihrem Umfeld zukünftig weniger „kratzbürstig“ auftreten soll.

## Sonstiges
Durch zahlreiche Neuinterpretationen, beispielsweise durch Max Raabe, besitzt Mein kleiner grüner Kaktus auch heute noch einen hohen Bekanntheitsgrad.
Eines von Otto Waalkes’ Elementen bei vielen seiner Bühnenprogramme seit den 1970er Jahren ist die spaßhaft-mimische Begleitung zur Musik von Mein kleiner grüner Kaktus. Eine entsprechende Szene findet sich auch in Otto – Der Film.